# Telekommunikationsgesetz (Deutschland)
Das Telekommunikationsgesetz (TKG) ist ein deutsches Bundesgesetz, das den Wettbewerb im Bereich der Telekommunikation reguliert.
Neben der Regulierung sollen auch die angebotenen Dienstleistungen fortlaufend gewährleistet werden. Das Telekommunikationsgesetz beendete mit der Ablösung des Fernmeldeanlagengesetzes das frühere Telekommunikationsdienstmonopol des Bundes.

## Inhalt des Gesetzes (in der seit 1. Dezember 2021 geltenden Fassung)

### Teil 1: Allgemeine Vorschriften (§§ 1 – 9)
Ziel des TKG ist es, den Wettbewerb und leistungsfähige Telekommunikationsinfrastrukturen zu fördern und ein flächendeckendes Angebot an Telekommunikationsdienstleistungen zu gewährleisten.
Es werden 79 spezifische Begriffe in Übereinstimmung mit dem Europäischen Kodex für elektronische Kommunikation (EKEK) definiert, die teilweise neu gegenüber den seitherigen Begriffen sind. Zum Beispiel wird der seitherige Telefondienst deutlich erweitert und umfasst unter dem neuen Begriff interpersoneller Telekommunikationsdienst auch nummernunabhängige Dienste wie Messenger- oder E-Mail-Dienste.
Als Netz mit sehr hoher Kapazität wird ein Glasfaser- oder leistungsmäßig vergleichbares Netz bezeichnet. Gewerbliche Anbieter öffentlich zugänglicher Telekommunikationsdienste unterliegen einer Meldepflicht gegenüber der Bundesnetzagentur, die die Liste der gemeldeten Unternehmen veröffentlicht.
Das Zusammenwirken der Telekommunikationsunternehmen wird von der Bundesnetzagentur überwacht. Dazu gehören Zugangsverpflichtungen für Wettbewerber und die Entgeltregulierung.

### Teil 2: Marktregulierung (§§ 10 – 50)
Das Zusammenwirken der Telekommunikationsunternehmen wird von der Bundesnetzagentur überwacht. Dazu gehören Zugangsverpflichtungen für Wettbewerber und die Entgeltregulierung.

### Teil 3: Kundenschutz (§§ 51 – 72)
Die Kundenschutzbestimmungen umfassen unter anderem ein diskriminierungsfreies Angebot, transparente Information bei Verträgen, Anforderungen an Rechnungen und Einzelverbindungsnachweise sowie Schlichtungsverfahren.

### Teil 4: Telekommunikationsendeinrichtungen und Rundfunkübertragung (§§ 73 – 77)
Telekommunikationsanbieter müssen ihre Netzzugangsschnittstellen veröffentlichen. Sie dürfen den Anschluss von TK-Endeinrichtungen nicht verweigern, solange sie die Vorschriften der elektromagnetischen Verträglichkeit (EMV) erfüllen.
Fernseh- und Radiogeräte müssen den Anschluss von Peripheriegeräten und die Möglichkeit von Zugangsberechtigungen erlauben.

### Teil 5: Informationen über Infrastruktur und Netzausbau (§§ 78 – 86)
Eine zentrale Informationsstelle (beim Bundesverkehrsministerium) betreibt ein Datenportal für Informationen zu nutzbaren Infrastrukturen und Liegenschaften, Netzausbauplanungen, Baustellen und Gebieten mit Ausbaudefiziten. Sie stellt die Informationen unter Wahrung von Betriebs- und Geschäftsgeheimnissen öffentlich bereit.

### Teil 6: Frequenzordnung (§§ 87 – 107)
Die Frequenzen für Telekommunikationsnetze und -dienste müssen unter Berücksichtigung der Tatsache, dass sie ein öffentliches Gut von hohem gesellschaftlichen, kulturellen, wirtschaftlichen, sicherheits- und verteidigungspolitischen Wert sind, verwaltet werden. Dabei muss die Bundesnetzagentur dem Schutz der Bevölkerung vor Gesundheitsschäden durch elektromagnetische Felder Rechnung tragen.

### Teil 7: Nummerierung (§§ 108 – 124)
Der Nummernraum wird von der Bundesnetzagentur strukturiert und verwaltet. Sie teilt ferner Betreibern, Anbietern und Endnutzern Nummern zu. Für Premium-Dienste (0900), Kurzwahldienste (inhaltlich wie Premiumdienste, aber mit speziellen kurzen Nummern), Auskunftsdienste (118) und Servicedienste (0180) werden Höchstpreise festgelegt, z. B. auf 3 Euro pro Minute für 0900er-Nummern. Diensteanbieter müssen die Rufnummernanzeige von 118er, 0137er, 0900er, Kurzwahl- sowie der Notruf-Nummern 110 und 112 spätestens ab dem 1. Dezember 2022 unterbinden. Ebenso ist für Anrufe aus ausländischen Telefonnetzen die Anzeige deutscher Rufnummern zu unterbinden.

### Teil 8: Wegerechte und Mitnutzung (§§ 125 – 155)
Die Bundesnetzagentur erteilt Betreibern öffentlicher Telekommunikationsnetze Nutzungsberechtigungen an Verkehrswegen. Netzbetreiber müssen die Mitnutzung ihrer passiven Netzinfrastrukturen (wie Kabelkanäle, Leerrohre, Funkmasten, Dark Fiber oder Fernsehkabel) unter bestimmten Bedingungen gestatten. Neue und umfangreich renovierte Gebäude müssen gebäudeintern mit geeigneten passiven Netzinfrastrukturen für Netze mit sehr hoher Kapazität ausgestattet werden.

### Teil 9: Recht auf Versorgung mit Telekommunikationsdiensten (§§ 156 – 163)
Die Bundesnetzagentur überwacht, dass allen Endnutzern Sprachkommunikationsdienste sowie ein schneller Internetzugangsdienst zugänglich sind. Stellt sie in einem Gebiet eine Unterversorgung fest, kann sie ein oder mehrere Telekommunikationsunternehmen dazu verpflichten, diese Dienste zu erschwinglichen Preisen zu erbringen.

### Teil 10: Öffentliche Sicherheit und Notfallvorsorge (§§ 164 – 190)
Hier werden Notruf und Durchgabe von Warnungen vor Notfällen und Katastrophen vorgeschrieben. Es werden die Maßnahmen zur Gewährleistung der Sicherheit der Netze geregelt. Zudem müssen Anbieter und Betreiber die Sicherheitsbehörden bei Abwehr und Verfolgung von Angriffen auf die öffentliche Sicherheit unterstützen, zum Beispiel mittels Abhörmaßnahmen, Auskunft über Bestands- und Nutzungsdaten oder mittels der Identitätsprüfung bei Vertragsschluss. Für nationale Notfälle müssen Telekommunikationsdienste bestimmten Behörden bevorrechtigt bereitgestellt werden.

### Teil 11: Bundesnetzagentur und andere zuständige Behörden (§§ 191 – 201)
Die Bundesnetzagentur arbeitet zur Erfüllung ihrer gesetzlichen Aufgaben mit anderen Behörden zusammen, zum Beispiel dem Bundeskartellamt, den Landesmedienanstalten sowie den anderen Telekommunikationsregulierungsbehörden in der Europäischen Union. Sie erhält Befugnisse, die zur Durchsetzung ihrer Maßnahmen gegenüber den Marktteilnehmern geeignet sind.

### Teil 12: Abgaben (§§ 202 – 227)
Hier werden unter anderem die Gebühren für die Zuteilung (Versteigerung) und Nutzung von Frequenzen für mobile Telekommunikationsdienste geregelt.

### Teil 13: Bußgeldvorschriften (§ 228)
Die Bundesnetzagentur kann Verstöße gegen das TKG mit einer Geldbuße bis zu 1 Mio. Euro ahnden. Bei Unternehmen mit einem durchschnittlichen Jahresumsatz von mehr als 50 Mio. Euro reicht der Bußgeldrahmen bis zu 2 % des durchschnittlichen Konzernumsatzes der letzten drei Geschäftsjahre. Zuständige Verwaltungs- und Vollstreckungsbehörde ist die Bundesnetzagentur selbst.

### Teil 14: Übergangs- und Schlussvorschriften (§§ 229 – 230)
Bislang erteilte Frequenz- und Nummernzuteilungen sowie Wegerechte bleiben unverändert wirksam. Ebenso gelten seitherige Festlegungen über Marktdefinitionen und -analysen weiter. Für Änderungen, die technische Maßnahmen der Betreiber erfordern, werden Übergangsfristen gewährt.

### Datenschutz
Das TKG enthält im Unterschied  zu seinem Vorgängergesetz keine Regelungen zum Telekommunikationsdatenschutz. Diese finden sich im Telekommunikation-Telemedien-Datenschutz-Gesetz (TTDSG), das zeitgleich mit dem TKG in Kraft trat.

## Gesetzliche Umsetzung des EKEK in Deutschland
Das Telekommunikationsgesetz dient der Umsetzung des EKEK (Richtlinie (EU) 2018/1972 des Europäischen Parlaments und des Rates vom 11. Dezember 2018 über den europäischen Kodex für die elektronische Kommunikation) in nationales Recht.
Die Begriffsbestimmungen wurden umfassend überarbeitet. Insbesondere die Definition des Telekommunikationsdienstes wurde in Umsetzung des EKEK grundlegend neu gefasst. Der meldepflichtige Adressatenkreis wurde angepasst. Dagegen wird der Begriff Telekommunikation anstelle des inhaltsgleichen EKEK-Begriffs elektronische Kommunikation beibehalten.
Ebenso erfolgt zur EU-weiten Harmonisierung die Aufnahme der Regelungen zum Vertragsschluss, zur Vertragsänderung sowie zur Vertragskündigung.
Der Abschnitt Öffentliche Sicherheit basiert auf den entsprechenden bisherigen Regelungen, die aufgrund der veränderten EKEK-Definition des Telekommunikationsdienstes umfassend überarbeitet wurden.
Im Bereich des Kundenschutzes (Teil 3) sind Ausnahmevorschriften für KMU vorgesehen. So genießen Kleinstunternehmen, kleine Unternehmen und Organisationen ohne Gewinnerzielungsabsicht größtenteils denselben Schutz wie Verbraucher. Für Kleinstunternehmen, die ausschließlich nummernunabhängige interpersonelle Telekommunikationsdienste erbringen, gelten Ausnahmen von den Kundenschutzverpflichtungen.
Der bislang gebräuchliche Begriff Teilnehmer wird durch den EKEK-Begriff Endnutzer mit ähnlicher Bedeutung ersetzt.

## Besondere Aspekte des TKG in der vom 26. Juni 2004 bis 30. November 2021 geltenden Fassung

### Anmeldepflicht
Das Erbringen von Telekommunikationsleistungen war frei und lediglich anmeldepflichtig. Eine Genehmigung war nicht erforderlich (§ 6 TKG). Verpflichtet war der Leistende lediglich zur dauerhaften Bereitstellung von Berichten auf Verlangen der Bundesnetzagentur.
Das Telekommunikationsgesetz regelte ferner die Zuteilung von Frequenzen, die Nummerierung und auch die Zulassung von Mehrwertdienstleistungen über frühere 0190- oder jetzige 0900-Nummern.

### Abhören von Nachrichten
Das unbefugte Abhören von Nachrichten über Telekommunikationswege wurde nach § 148 Abs. 1 Satz 1 TKG mit Freiheitsstrafe bis zu zwei Jahre oder Geldstrafe bestraft. Ebenso wurde bestraft, wer unzulässige Sendeanlagen besaß, herstellte, vertrieb oder einführte (§ 148 Abs. 1 Satz 2 TKG). Darunter fielen Sendeanlagen, die geeignet waren, das nichtöffentlich gesprochene Wort unbefugt zu übermitteln. Das Telekommunikationsgesetz gehörte somit zum Nebenstrafrecht.

### Marktregulierung
Teil 2 des Gesetzes widmete sich der Regulierung des Telekommunikationsmarktes. Dabei galt der Grundsatz, dass Unternehmen, die über eine „beträchtliche Marktmacht“ verfügten, besonderen Auflagen der Regulierungsbehörde (Bundesnetzagentur) unterlagen (§ 9 TKG).
Bereits während des Gesetzgebungsverfahrens 2004 waren Stimmen laut geworden, die die Gemeinschaftsrechtswidrigkeit zentraler Normen des Regierungsentwurfs behaupteten. Diese Auffassung sah sich zwischenzeitlich durch von der EU-Kommission eingeleitete Vertragsverletzungsverfahren bestätigt. Die Kommission hatte Deutschland im April 2005 eine mit Gründen versehene Stellungnahme nach Art. 226 EG übermittelt und eine Frist bis Ende Juni 2005 gesetzt, um den Bedenken der Kommission abzuhelfen. Diese Frist war abgelaufen, ohne dass der eilends gefertigte Gesetzentwurf verabschiedet werden konnte. Vor diesem Hintergrund waren die Staatsgewalten bei der Anwendung der Normen des TKG wegen des Prinzips des Anwendungsvorrangs des Gemeinschaftsrechts verpflichtet, genauestens zu prüfen, ob die angewandte Norm den Forderungen des zugrundeliegenden Gemeinschaftsrechts genügte.
Zunehmend erwiesen sich die marktregulierenden Bestimmungen des TKG auch als wesentliches Hindernis einer effektiven Fortentwicklung der Infrastruktur (siehe Next Generation Network), hemmten insbesondere den Ausbau des Glasfasernetzes.
Umstritten war die Regelung, „neue Märkte“ von der Regulierung auszunehmen (§ 9a TKG in der Fassung vom 24. Februar 2007). Dies wurde auch als „Regulierungsferien“ für das VDSL-Netz der Deutschen Telekom AG bezeichnet und widersprach nach einer Entscheidung des Europäischen Gerichtshofes vom 3. Dezember 2009 (RS C-424/07) europarechtlichen Regelungen. Der § 9a TKG a.F. wurde daher per 1. April 2011 wieder gestrichen.

### Datenschutz
Mit der Änderung vom 24. Februar 2007 wurde die Telekommunikations-Kundenschutzverordnung (TKV) in das TKG integriert. Weiterhin gab es eine neue Regelung, um die Telekommunikations-Überwachung bei IP-Telefonie zu ermöglichen.

### Vorratsdatenspeicherung
Am 31. Dezember 2007 legten mehrere Privatpersonen begleitet vom Arbeitskreis Vorratsdatenspeicherung beim Bundesverfassungsgericht Verfassungsbeschwerde gegen mehrere Vorschriften des Telekommunikationsgesetzes ein. Später folgten weitere Klagen verschiedener Personen und Institutionen. Sie wandten sich insbesondere gegen die Vorratsdatenspeicherung von personenbezogenen Daten der Telekommunikationskunden. Die Neuregelung war im November 2007 in namentlicher Abstimmung vom 16. Deutschen Bundestag zur Umsetzung der EU-Richtlinie 2006/24/EG verabschiedet worden.
In seinem Urteil vom 2. März 2010 gab der Erste Senat des Verfassungsgerichts den Beschwerden statt und erklärte die beanstandeten Paragrafen (§ 113a und § 113b TKG) wegen Verstoßes gegen Art. 10 Abs. 1 GG für nichtig. Eine grundsätzliche Unvereinbarkeit der EU-Richtlinie mit dem Grundgesetz wurde vom Gericht jedoch nicht festgestellt.

### Sperrung von Internetseiten
Artikel 2 des Gesetzes zur Bekämpfung der Kinderpornografie in Kommunikationsnetzen passte das Telekommunikationsgesetz an das Zugangserschwerungsgesetz an, das für einen befristeten Zeitraum bis Ende 2012 die Sperrung von Internetseiten ermöglichen sollte. Das Gesetz wurde im Dezember 2011 vorfristig aufgehoben.

### Änderungen zum Verbraucherschutz
Ab 1. März 2010 sah  § 67 Abs. 2 TKG vor, dass Betreiber von 0180-Rufnummern nicht nur den Preis für ein Gespräch vom Festnetz zu der 0180-Rufnummer angeben müssen, sondern auch den Maximalpreis für ein Gespräch aus dem Mobilfunknetz. Zuvor war dies nicht erforderlich gewesen, es genügte die Angabe, dass Mobilfunkgespräche abweichend tarifiert sein können. Im selben Gesetz wurden Preisobergrenzen für Service-Dienste (0180-Nummern) aus Fest- und Mobilfunknetzen gesetzt (§ 66 Abs. 4 TKG in der ab 1. März 2010 geltenden Fassung).
Mit der Novellierung des Telekommunikationsgesetzes im Mai 2012 wurden für den Verbraucherschutz wichtige Änderungen beschlossen. So mussten die Preise zu Beginn des Telefonats bei Call-by-Call-Dienstleistungen angesagt werden. Zudem wurden die Preise für Warteschleifen bei Servicerufnummern verringert. DSL-Anbieter mussten zusätzlich zur Höchstgeschwindigkeit künftig auch die Mindestgeschwindigkeit für den Datentransfer angeben. Außerdem konnten Mobilfunknummern durch das geänderte Gesetz nun auch vor dem Ablauf der Vertragszeit zu einem neuen Anbieter mitgenommen werden. Neu war auch, dass dem Kunden entgegen der bisherigen Rechtsprechung  ein Kündigungsrecht zustand, wenn der Telekommunikationsanbieter nach einem Umzug die Leistung am neuen Wohnort nicht mehr erbringen konnte (§ 46 Abs. 8 TKG). Der Gesetzesänderung stimmten Bundestag und Bundesrat im Februar 2012 zu und der Bundespräsident fertigte das Gesetz am 3. Mai 2012 aus.

### Wegerecht
Das TKG regelte in den §§ 68 bis 77e die Rechte und Pflichten zur Benutzung von Grundstücken zur Unterbringung von Telekommunikationslinien. Die nach den Bestimmungen des TKG Nutzungsberechtigten konnten Verkehrswege i. S. v. § 68 Abs. 1 TKG entgeltfrei und unter bestimmten Umständen auch Grundstücke, die nicht Verkehrsweg sind, benutzen.

### Bestandsdatenauskunft

#### Automatisiertes Auskunftsverfahren
Wer öffentlich zugängliche Telekommunikationsdienste erbrachte, hatte die Bestandsdaten unverzüglich in Kundendateien zu speichern, auf welche die Bundesnetzagentur jederzeit automatisiert zugreifen kann, ohne dass der Anbieter davon Kenntnis erlangt. Die Bundesnetzagentur durfte Daten aus den Kundendateien nur abrufen, soweit die Kenntnis der Daten erforderlich war (§ 112 TKG).

#### Manuelles Auskunftsverfahren
Wer geschäftsmäßig Telekommunikationsdienste erbrachte oder daran mitwirkte, hatte auf Verlangen der zuständigen Stellen im Einzelfall unverzüglich Auskünfte über Bestandsdaten zu erteilen, soweit dies für die Verfolgung von Straftaten oder Ordnungswidrigkeiten, zur Abwehr von Gefahren für die öffentliche Sicherheit oder Ordnung oder für die Erfüllung der gesetzlichen Aufgaben der Verfassungsschutzbehörden des Bundes und der Länder, des Bundesnachrichtendienstes oder des Militärischen Abschirmdienstes erforderlich war (§ 113 TKG).

##### Neuregelung im Jahr 2013
§ 113 TKG wurde mit Wirkung ab 1. Juli 2013 entschärft: War ein Diensteanbieter bislang verpflichtet, über die vom BVerfG bemängelten Daten Auskunft zu geben (‚hat‘), war es dem Provider seitdem lediglich erlaubt (‚darf‘). Die Verpflichtung zur Auskunft entfiel. Wurden Daten weiterhin erfasst, galt Folgendes: Polizei und Geheimdienste durften persönliche Informationen von Mobiltelefonbesitzern und Internetnutzern abrufen, und das automatisiert und ohne größere rechtliche Hürden. Internet-Provider mussten nun auf richterliche Anordnung mehr Daten ihrer Nutzer zur Verfügung stellen als bisher.

##### Neuregelung im Jahr 2021
Mit Beschluss vom 27. Mai 2020 (veröffentlicht am 17. Juli 2020) erklärte das Bundesverfassungsgericht § 113 TKG in der Fassung des Gesetzes zur Änderung des Telekommunikationsgesetzes und zur Neuregelung der Bestandsdatenauskunft vom 20. Juni 2013 und mehrere Fachgesetze des Bundes, die die manuelle Bestandsdatenauskunft regelten, für verfassungswidrig. Die entsprechenden Regelungen im Gesetz zur Bekämpfung des Rechtsextremismus und der Hasskriminalität wurden deshalb von Bundespräsident Frank-Walter Steinmeier vor der Ausfertigung des Gesetzes im Herbst 2020 beanstandet. Eine Neuregelung des § 113 TKG erfolgte sodann zum 2. April 2021 mit Art. 13 des Gesetzes zur Anpassung der Regelungen über die Bestandsdatenauskunft an die Vorgaben aus der Entscheidung des Bundesverfassungsgerichts vom 27. Mai 2020.

## Geschichtliche Entwicklung
Am 6. April 1892 trat das Gesetz über das Telegraphenwesen des Deutschen Reichs in Kraft, das jedoch nur für das Gebiet des Deutschen Reichs galt, mit Ausnahme von Bayern und Württemberg.
Am 1. Januar 1928 wurde das Fernmeldeanlagengesetz mit der dazugehörigen Fernmeldeordnung eingeführt, das die Grundlage für die Regulierung des Telekommunikationssektors in Deutschland legte. 
Mit der Liberalisierung des Telekommunikationsmarktes trat am 1. August 1996 das Telekommunikationsgesetz (TKG) in Kraft, um den neu geöffneten Markt zu regulieren. 
Eine Neufassung des TKG erfolgte am 26. Juni 2004, die zur Umsetzung der fünf europäischen Telekommunikationsrichtlinien vom 7. März 2002 notwendig war. Diese fünf Richtlinien umfassten die Rahmenrichtlinie (RL 2002/21/EG), die Genehmigungsrichtlinie (RL 2002/20/EG), die Zugangsrichtlinie (RL 2002/19/EG), die Universaldienstrichtlinie (RL 2002/22/EG) sowie die Datenschutzrichtlinie (RL 2002/58/EG) vom 12. Juli 2002. 
Am 1. Dezember 2021 wurde das TKG erneut novelliert, um die Vorgaben des Europäischen Kommunikationskodex (EKEK) umzusetzen.